# 나루토의 등장인물 목록
다음은 《나루토》의 등장인물 목록이다.

## 불의 나라: 나뭇잎 마을

### 초대 호카게:센쥬 하시라마
- 성우: 스고 타카유키 / 최한

닌자의 신이라 불리며 전국시대 당시 센쥬 일족과 더불어 가장 강력한 세력을 구축하였던 우치하 일족과 휴전 협정을 맺은 뒤, 불의 나라로부터 나라를 수호해 달라는 청을 받아들여 나뭇잎 마을을 세우고 최초의 호카게가 된 닌자이다. 2대 호카게 센쥬 토비라마의 형이며, 5대 호카게 센쥬 츠나데의 할아버지이다. 온화하고 세심하며 사려 깊은 성격으로, 오직 그만이 독자적으로 구사하였다고 전해지는 목둔은 지금도 닌자 세계에 전설로 전해지고 있다.

### 2대 호카게:센쥬 토비라마
- 성우: 호리우치 켄유 / 이상범

초대 호카게 센쥬 하시라마의 동생이자 3대 호카게 사루토비 히루젠의 스승이며 수둔의 달인이라 불린다. 초대 호카게와 함께 나뭇잎 마을을 세우며, 마을의 초석을 다진 인물로 오로치마루가 주력으로 사용하는 예토전생과 4대 호카게가 주로 쓰는 시공간인술 등 각종 술법을 연구하고 개발하였다. 그리고 우치하 일족을 몰살하려 하지만 하시라마의 의해 자제된다. 또한 중급닌자시험 제도와 마을의 치안경비 업무를 담당하는 경무부대도 설치하였다. 그리고 금각, 은각 형제에게 살해당한다.

### 3대 호카게:사루토비 히루젠
- 성우: 시바타 히데카츠 / 김태훈

나뭇잎 마을 사람 모두에게 존경받는 3대 호카게이다. 전설의 세 닌자인 지라이야, 츠나데, 오로치마루의 스승이였으며 상급닌자이자 12수호닌자인 사루토비 아스마의 아버지이자 사루토비 코노하마루의 할아버지이다. 뛰어난 재능으로 현재까지 알려진 모든 술법을 능숙하게 구사해서 프로페서라는 별명을 얻었다.

### 4대 호카게:나미카제 미나토
- 성우: 모리카와 토시유키 / 최원형

뛰어난 전투 능력과 재빠른 몸놀림으로 '나뭇잎의 금빛섬광'이라 불렸다. 전설의 3닌자 중 한 명인 지라이야의 제자였으며, 하타케 카카시, 린, 오비토의 스승이다. 7대 호카게인 우즈마키 나루토의 아버지이며 우즈마키 쿠시나의 남편이다. 차크라를 극한까지 형태변화시킨 '나선환'을 개발했다. '시공간인술'의 일종인 '비뢰신'을 개량하고 발전시켜 사용하였다.
미수 중 하나인 구미의 인주력, 우즈마키 쿠시나와 결혼하여 행복한 가정을 꾸렸다. 그러나 쿠시나의 출산 당일, 그녀가 나루토를 출산한 직후 가면을 쓴 수수께끼의 남자가 엄중히 보호되던 출산 장소에 침입하여 쿠시나를 납치한 다음, 출산에 의해 봉인이 상당히 약화된 그녀의 몸에서 구미를 꺼내는 사태가 벌어지고 만다. 수수께끼의 남자는 우치하 일족의 혈계한계인 사륜안의 동력으로 구미를 조종하여 나뭇잎 마을을 습격하도록 만들었다. 미나토는 가면을 쓴 남자와 결투를 벌이고, 가면 쓴 남자에게 치명적인 상처를 입혔다. 가면 쓴 남자는 언젠가 다시 돌아와 구미와 세계를 자신의 앞에 무릎 꿇릴 것이라는 말을 남긴 채 허공으로 사라졌다. 미나토는 가면 쓴 남자의 말이 거짓이 아님을 직감하고, 세계를 지배할 그의 계획을 저지할 힘을 아들 나루토에게 줄 결심을 한다. 미나토는 아직 마을 근처에서 날뛰고 있던 구미를 잡은 뒤 구미의 차크라를 양의 차크라와 음의 차크라로 나누어, 양의 차크라를 '팔괘봉인'으로 나루토의 몸 안에 봉인하고, 음의 차크라는 '시귀봉진'으로 자신의 몸 안에 봉인하여 죽음을 맞이했다.
3대 호카게 히루젠은 나루토가 미나토의 아들이라는 사실이 알려지게 되면 여러모로 위험이 따를 것이라 판단하고, 나루토에게 그의 성 나미카제가 아닌 쿠시나의 성 우즈마키를 물려주었다.
4차 닌자대전때 부활한 오로치마루가 '시귀봉진'의 저주를 깨고 사용한 '예토전생'에 의하여 부활하여 아들과 함께 활약한다. 그리고 나루토처럼 구미를 제어할 수 있게 된다.

### 5대 호카게:츠나데
전설의 3닌자 중 하나이자, 초대 호카게의 손녀이다. 의료닌자 중 가장 뛰어나며 힘이 세다. 전설의 3닌자 중 하나의 이름에 걸맞게 치료인술의 최종 목표가 되기도 하며 4대 라이카게가 직접 자신의 부하를 구해달라 부탁한 적도 있다. 그리고 전 7반 하루노 사쿠라의 스승이며 사쿠라를 크게 성장시켜준 사람이다. 1대 호카게의 손녀인 만큼 재생력도 대단한데, 보통 의사, 의료닌자 등은 뒤에 있는 것이 대부분이지만 츠나데는 다르다. 신체재생, 백호의 술 등 다양한 자가 치료 인술 덕에 닌자 대전에서 마다라와 싸울때 이용하기도 하였다.

### 6대 호카게:하타케 카카시
나뭇잎 마을의 경제발전을 도운 호카게로
주인공인 나루토와 7반의 기초와 팀워크라는 것을 가르쳐준 닌자이며 아카대미의 전 7반 선생이자 6대 호카게이다.

### 7대 호카게:우즈마키 나루토
나루토에게는 크게 카카시, 지라이야, 이루카, 총 세명의 선생이 있다. 히나타와 결혼해 우즈마키 보루토, 우즈마키 히마와리를 낳고 평화롭게 산다.

## 바람의 나라:  모래 마을

### 3대 카제카게
역대 최강의 카제카게이다. 차크라를 자기장으로 변형시켜 사철이라고 불리는 금속 물질을 조종할 수 있다. 사철은 자신이 원하는 대로 형태를 변형시킬 수 있어서, 이를 통해 거대한 규모의 살상력을 가진 전투력을 발휘할 수 있다. 아카츠키의 사소리에게 살해당하고, 그의 꼭두각시가 된다.

### 4대 카제카게:라사
- 성우: 타나카 마사히토 / 김기흥

가아라의 아버지이다. 무기로는 주로 사금을 사용한다. 바람의 나라 영주가 군비를 축소하자, 빈감을 품고 모래 마을의 군사력을 키우기 위하여 아내 카루라의 뱃속에 있는 셋째 아이 가아라에게 일미-수학을 빙의시켜 달라고 모래마을 고문 치요에게 부탁한다. 후에 오로치마루의 《나뭇잎 부수기》에 동참하였다가 오로치마루에게 살해당했다. 제 4차 인계대전 때 카부토의 예토전생에 의해 되살아나지만 가아라에게 힘을 주고 봉인된다.

### 5대 카제카게:가아라
- 성우: 이시다 아키라

4대 카제카게의 막내 아들로, 가장 어린 나이에 카제카게가 되었다. 일미 수학의 인주력이다. 제 4차 인계대전에서 닌자 연합군의 연대장 및 제 4부대 대장이 되어 전투를 총 지휘한다.

## 번개의 나라: 구름 마을

### 3대 라이카게: ~
- 성우: 타마노이 나오키 / ??

팔미(규키)를 킬러 비에게 봉인한 장본인으로, 4대 라이카게의 아버지이다. 제4차 닌자 대전 때 카부토의 예토전생에 의해 되살아나지만 자신의 기술에 당해 봉인당한다.

### 4대 라이카게: ~
- 성우: 테즈카 히데아키 / 유해무

팔미의 인주력인 킬러 비의 의형으로 엄청난 다혈질이다. 강력한 번개의 인술을 능수능란하게 구사하며, 4대 호카게인 나미카제 미나토와 맞먹을 만한 반사신경과 속도를 갖고 있다.
5대국 수뇌회담에 침입한 매와 싸우면서도 전혀 밀리지 않는 저력을 보여주었으나, 우치하 사스케의 아마테라스에 의해 왼팔을 잃는다.

## 물의 나라: 안개 마을

#### 2대 미즈카게:호즈키 겐게츠
옛날에 2대 츠치카게와 싸우다 죽었다. 호즈키 일족이며 속성은 환술속성인 음둔, 기름, 수둔을 사용한다. 필살기는 아이의 형상 안에 쉽게 온도가 변하는 물과 기름을 섞어넣은 죠키보이가 폭발하는 증위맹위이다. 외모는 호리호리하고 간사하게 생겼으나, 콧수염이라는 말에 매우 민감하게 반응한다. 제 4차 닌자 대전 때 카부토의 예토전생에 의해 되살아난다. 하지만 가아라에 의해 봉인당한다.

#### 4대 미즈카게:야구라
- 성우: 이리노 미유 / ??

전 3미의 인주력이다. 토비(우치하 오비토)에게 조종당했다. 제4차 닌자 대전 때 카부토의 예토전생에 의해 오른쪽 눈은 사륜안, 왼쪽 눈은 윤회안으로 개조되어 되살아난다.

#### 5대 미즈카게:테루미 메이
- 성우: 히노 유리카 / 양정화

5카게 회담 때 모습을 드러냈으며, 강한 술법과 뛰어난 실력을 지닌 여닌자이다. 물,불,흙 세가지 속성의 성질변화를 사용하며 용둔과 비둔이라는 혈계한계 기술을 사용한다.

## 흙의나라: 바위마을

#### 초대 츠치카게:이시카와
- 성우: 나카네 토오루 / ??

#### 2대 츠치카게:무우
- 성우: 무카이 오사무 / ??

보통사람들과는 달리 투명인간이어서 제자인 오오노키와 가아라 등의 특별한 차크라를 느끼는 사람들 외에는 그 모습을 볼수 없다고 한다.
3대 츠치카게의 스승이었다. 제 4차 닌자 대전 때 카부토의 예토전생에 되살아난다.

#### 3대 츠치카게:오오노키
- 성우: 니시무라 토모미치 / 권혁수

고집이 센 노인으로, 5카게 수장회의에서 모습을 드러냈다. 상당히 보수적인 가치관을 가진 닌자이며, 자신보다 어린 닌자들을 다소 얕보는 성격을 지니고 있다. 상당한 실력과 경험을 지닌 최강의 닌자 중 하나로 손꼽힌다. 나이가 많아 요통으로 고생하면서도 거북섬 전체를 통째로 들어올릴 만큼의 힘을 지니고 있다. 자기 자신과 물체를 공중에 띄울 수 있는 능력을 지니고 있으며, 물체를 분자단위로 분해시키는 진둔의 술법을 사용한다.

## 아카츠키
수배명단 S급의 탈주 닌자들로 구성된 비밀집단. 나라와 마을의 대의와는 상관없이 독자적으로 행동한다. 아카츠키 일원은 총 11명이다. 아카츠키의 목적은 9마리의 미수를 모두 잡아 '십미'를 부활시키고 달의 눈 계획을 실행하기 위해 제4차 닌자 대전을 일으키는 것이다.

## 매의 팀

### 우치하 사스케
오로치마루의 제자로 들어가 수행을 거듭하던 중 오로치마루를 배신하고 오로치마루의 부하들 중 우수했던 이들을 모아 우치하 이타치를 쓰러뜨릴 목적을 가진 임시소대로 뱀을 조직한다. 이타치의 죽음으로 인해 진실을 알게 된 사스케는 나뭇잎 마을을 부술 계획을 짜며 소대명을 '매'로 변경하였다.

### 호즈키 스이게츠
성우: 콘도 타카시, 이호산
안개마을 출신으로, 과거 형인 호즈키 만게츠와 더불어 '귀신 자부자의 재래'라 불리던 실력파 닌자이다. 어떠한 연유를 통하여 오로치마루의 실험체로 이용되던 중 사스케에 의하여 해방되고 동료가 된다. 안개 마을의 닌자도 7인방을 존경하여, 죽은 모모치 자부자의 무덤 앞에 꽂혀 있던 대도 『수절포정』을 빼들고 사스케를 따라 나선다. 스이게츠의 목표는 다른 닌자도 7인방 중 한 명인 호시가키 키사메의 사메하다를 얻은 다음 자신이 새롭게 닌자도 7인방을 구성하여 리더가 되는 것이다. 안개마을 출신답게 수둔술이 특기이며 몸을 물처럼 액체화할 수 있다. 팔의 근육을 증폭시켜 순간적으로 강한 힘을 내는 것도 가능하다.

### 우즈마키 카린
성우: 토죠 카나코, 김현심
오로치마루의 부하로서 남쪽 아지트의 관리자였으나 오로치마루의 사망 소식을 듣고 난처해하던 중, 우치하 사스케의 부탁에 매의 일원이 된다. 다른 사람들 앞에서는 사스케에게 까칠하게 굴지만, 단둘이 있을 때에는 사스케에게 달라붙는다. 차크라를 매우 정밀한 감도로 감지할 수 있으며, 타인의 차크라를 회복시켜 줄 수도 있다. 사스케와 시무라 단조의 대결 때 사스케를 도와 치료해주었지만, 단조에게 인질로 묶이고 결국 사스케에 의해 단조와 함께 치도리 예창에 찔린다. 사스케는 그녀를 확인사살하려 했지만 사쿠라와 카카시의 방해로 실패, 카카시와 함께 나뭇잎 마을로 가서 사스케에 대한 정보를 내준다.

### 쥬고
성우: 사카구치 슈헤이, 임채헌
오로치마루의 기술인 주인의 원형격인 인물이다. 본래는 온화하고 동물들을 사랑하는 착한 성격을 지녔지만, 때때로 터져나오는 살인 충동에 시달려 괴로워한다. 살인 충동에 사로잡히면 몸에 괴상한 검은색 반점이 퍼져 전투 능력이 향상되고, 단계가 올라가면 피부색이 베이지색이 되고 괴물화되어 전투능력이 더욱 증폭된다. 오로치마루의 주인은 바로 이때의 쥬고의 체액을 뽑아내어 효소화해 다른 닌자들에게도 쥬고와 동일한 효과를 보이게 한 것이다. 다른 닌자들의 주인 패턴도 쥬고를 모델로 하고 있다. 쥬고의 상태 1 은 몸에 괴상한 무늬의 검은 반점들이 퍼진다. 다른 닌자들의 경우 반점의 무늬만 다를뿐 쥬고의 상태 1과 같다. 상태 2가 되면 특정한 모습의 괴물이 된다. 다른 닌자들의 상태 2는 모습이 정해져 있지만 쥬고는 자신이 원하는 모습으로 바꿀 수 있다. 괴물처럼 변한 자신을 상처 하나 없이 제어할 수 있었던 유일한 인물인 카구야 키미마로가 오로치마루에게 사스케를 데려오던 도중 죽었다는 사실을 듣고, 사스케를 따라 매의 일원이 된다.